# Andrew Jackson Davis

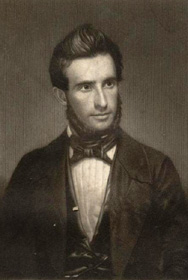
Andrew Jackson Davis

Andrew Jackson Davis (* 11. August 1826 in Blooming Grove, New York; † 13. Januar 1910 in Boston, Massachusetts) war US-amerikanischer Spiritist.

## Leben
Davis kam mit 16 Jahren als Schuhmacherlehrling unter den Einfluss des somnambulen Magnetiseurs Livingston und zeigte hier überraschende Phänomene der Hellseherei.
1843 hörte er in Poughkeepsie Vorträge über tierischen Magnetismus und fand heraus, dass er bemerkenswerte Hellsicht hatte. So gelang es ihm, Krankheiten zu diagnostizieren, eine Fähigkeit, die ihm den Ruf eines Sehers einbrachte.
Im folgenden Jahr erhielt er nach seinen Angaben spirituelle Botschaften von Galen und Swedenborg, die ihm seinen Lebensweg vorgaben. Er nahm einen Geistlichen, William Fishbough, als Gehilfe an und siedelte nach New York über. Hier diktierte er 1845 sein erstes und bedeutendstes spiritistisches Werk: The principles of nature, her divine revelations and a voice to mankind. Dieses Buch wurde komplett in Trance verfasst und enthält, neben einer mystischen Philosophie auch Kritik an der Unfehlbarkeit der Bibel und der Göttlichkeit Jesu.
Nach Vollendung dieses Buches widmete er sich nicht mehr dem Magnetismus, studierte aber viel, sammelte eine große Zahl von Anhängern und schrieb oder diktierte rund 30 Werke, nach seinem Vorgeben unter dem Einfluss unsichtbarer Geister und im Zustand der Verzückung.
Davis redigierte 1860–64 die in New York erscheinende Wochenschrift Herald of Progress; 1863 gründete er ein Lyceum des Fortschritts für Kinder und legte seine Ansichten über die Einrichtung von Sonntagsschulen in einem Handbook nieder.
Er erwarb im Alter einen Abschluss in Medizin und führte in seinen letzten Lebensjahren eine Buchhandlung in Boston, in der er okkultistische Bücher verkaufte.

## Werke (Auswahl)
- The Great Harmonia. (1850–60, 6 Bde.).
- The Approaching Crisis. (1852, 2. Aufl. 1869).
  - Deutsch: Der Culturkampf und seine Wirkung auf die nächste Zukunft mit Zugrundelegung der “Herannahenden Crisis”.von Andrew Jackson Davis. Für die Jetztzeit bearb. von Georg von Langsdorf. Besser, Leipzig 1881.
- The Harbinger of health containing medical prescriptions for the human body and mind. Faksimilereprint der Ausg. New York, Davis, 1862. Kessinger Publishing, Whitefish ca. 2000. ISBN 0-7661-9193-1.
  - Deutsch: Der Vorbote der Gesundheit: enthaltend ärztliche Vorschriften für den menschlichen Körper und Geist in allen möglichen Krankheitsfällen. Besser, Leipzig 1877. Microfiche-Ausgabe 2002.
- Andrew Jackson Davis: The Penetralia: being harmonial answers to important questions. Boston 1856.
- Views of our heavenly home; A sequel to a stellar key to the summer-land. (1867, 5. Aufl. 1868), zum Teil auch in deutscher Übersetzung.
- The philosophy of spiritual intercourse: being an explanation of modern mysteries. Fowlers and Wells, New York 1853.
  - Deutsch: Die Philosophie des geistigen Verkehrs: eine Erklärung moderner Geheimnisse. Besser, Leipzig 1884.
- Verzeichniss der englisch-amerikanischen Originalwerke des philosophischen Sehers Andrew Jackson Davis. (mit Angabe derjenigen, welche bis jetzt in autorisierter deutscher Übersetzung erschienen sind). Leipzig 1881.

- Seine Autobiographie erschien unter dem Titel: The Magic Staff: an Autobiography. (1857, 8. Aufl. 1867). Reprint der Auflage 1857: New York: Brown & Co. ISBN 0-7661-2998-5.